# Lijst van talen naar moedertaalsprekers
Dit artikel rangschikt talen naar het aantal moedertaalsprekers. Enkel talen met minstens 20 miljoen moedertaalsprekers zijn opgenomen. De gegevens zijn afkomstig van de editie 2019 van Ethnologue, gepubliceerd door het in de Verenigde Staten gevestigde SIL International. Het Nederlands staat op plaats 52 (44 wanneer macrotalen worden samengenomen).

## Voorbehoud
Dergelijke rangschikkingen moeten met de nodige voorzichtigheid worden gebruikt, omdat het niet mogelijk is een samenhangend geheel van taalkundige criteria te ontwerpen voor het onderscheiden van talen in een dialectcontinuüm. Een taal wordt bijvoorbeeld vaak gedefinieerd als een reeks variëteiten die wederzijds verstaanbaar zijn, maar nationale standaardtalen kunnen als afzonderlijke talen worden beschouwd, hoewel ze grotendeels onderling verstaanbaar zijn, zoals het Deens en het Noors (cf. de boutade: Een taal is een dialect met een leger en een vloot). Omgekeerd omvatten veel algemeen aanvaarde talen, waaronder het Duits, Italiaans en Engels, variëteiten die niet onderling te begrijpen zijn. Hoewel het Arabisch soms wordt beschouwd als een enkele taal gecentreerd op Modern Standaardarabisch, merken andere auteurs de wederzijds onbegrijpelijke varianten aan als afzonderlijke talen. Op dezelfde manier wordt Chinees soms gezien als een enkele taal vanwege de gedeelde cultuur en geschreven vorm. Het is ook gebruikelijk om verschillende Chinese dialectgroepen, zoals het Mandarijn, Wuyu en Kantonees, als talen te beschrijven, hoewel elk van deze groepen veel wederzijds onbegrijpelijke varianten bevat.
Er zijn ook problemen om betrouwbare tellingen van sprekers te verkrijgen, omdat de aantallen variëren doorheen de tijd als resultaat van demografische en linguïstische evoluties. In sommige gebieden zijn er geen betrouwbare volkstellingen, zijn de gegevens niet actueel, of bevatten ze geen of dubbelzinnige gegevens over gesproken talen. Soms zijn sprekerspopulaties om politieke redenen overdreven of net ondergerapporteerd.

## Overzicht
Vermeld zijn de talen met ten minste 20 miljoen moedertaalsprekers. Om het probleem van de macrotalen te ondervangen, worden twee rangschikkingen gegeven: de eerste neemt varianten op zonder hun macrotaal, de tweede neemt macrotalen op zonder hun varianten. Macrotalen zijn schuin gedrukt in de tabel.
| Rang | Rang | Taal                       | Primair land        | Aantal landen | Sprekers (miljoen) | % van de wereldbevolking | Macrotaal | Talenfamilie Tak                 |
| ---- | ---- | -------------------------- | ------------------- | ------------- | ------------------ | ------------------------ | --------- | -------------------------------- |
| —    | 1    | Chinees (macrotaal)        | China               | 39            | 1.311              | 17,026                   |           | Sino-Tibetaans Sinitisch         |
| 1    | —    | Mandarijn                  | China               | 13            | 918                | 11,922                   | Chinees   | Sino-Tibetaans Sinitisch         |
| 2    | 2    | Spaans                     | Spanje              | 31            | 460                | 5,974                    |           | Indo-Europees Romaans            |
| 3    | 3    | Engels                     | Verenigd Koninkrijk | 137           | 379                | 4,922                    |           | Indo-Europees Germaans           |
| 4    | 4    | Hindi                      | India               | 4             | 341                | 4,429                    |           | Indo-Europees Indo-Arisch        |
| —    | 5    | Arabisch (macrotaal)       | Saoedi-Arabië       | 59            | 319                | 4,143                    |           | Afro-Aziatisch Semitisch         |
| 5    | 6    | Bengaals                   | Bangladesh          | 4             | 228                | 2,961                    |           | Indo-Europees Indo-Arisch        |
| 6    | 7    | Portugees                  | Portugal            | 15            | 221                | 2,870                    |           | Indo-European Romaans            |
| 7    | 8    | Russisch                   | Rusland             | 19            | 154                | 2,000                    |           | Indo-Europees Balto-Slavisch     |
| 8    | 9    | Japans                     | Japan               | 2             | 128                | 1,662                    |           | Japans                           |
| —    | 10   | Lahnda (macrotaal)         | Pakistan            | 6             | 119                | 1,545                    |           | Indo-Europees Indo-Arisch        |
| 9    | —    | West-Punjabi               | Pakistan            | 2             | 92,7               | 1,204                    | Lahnda    | Indo-Europees Indo-Arisch        |
| 10   | 11   | Marathi                    | India               | 1             | 83,1               | 1,079                    |           | Indo-Europees Indo-Arisch        |
| 11   | 12   | Telugu                     | India               | 2             | 82,0               | 1,065                    |           | Dravidisch                       |
| 12   | —    | Wuyu                       | China               | 1             | 81,4               | 1,057                    | Chinees   | Sino-Tibetaans Sinitisch         |
| —    | 13   | Maleis (macrotaal)         | Maleisië            | 20            | 80,3               | 1,043                    |           | Austronesisch Malayo-Polynesisch |
| 13   | 14   | Turks                      | Turkije             | 8             | 79,4               | 1,031                    |           | Turks Oghuz                      |
| 14   | 15   | Koreaans                   | Zuid-Korea          | 6             | 77,3               | 1,004                    |           | Koreaans isolaat                 |
| 15   | 16   | Frans                      | Frankrijk           | 54            | 77,2               | 1,003                    |           | Indo-Europees Romaans            |
| 16   | 17   | Duits                      | Duitsland           | 28            | 76,1               | 0,988                    |           | Indo-Europees Germaans           |
| 17   | 18   | Vietnamees                 | Vietnam             | 4             | 76,0               | 0,987                    |           | Austroaziatisch Vietisch         |
| 18   | 19   | Tamil                      | India               | 7             | 75,0               | 0,974                    |           | Dravidisch                       |
| 19   | —    | Kantonees                  | China               | 13            | 73,1               | 0,949                    | Chinees   | Sino-Tibetaans Sinitisch         |
| 20   | 20   | Urdu                       | Pakistan            | 7             | 68,6               | 0,891                    |           | Indo-Europees Indo-Arisch        |
| 21   | 21   | Javaans                    | Indonesië           | 3             | 68,3               | 0,887                    |           | Austronesisch Malayo-Polynesisch |
| 22   | 22   | Italiaans                  | Italië              | 14            | 64,8               | 0,842                    |           | Indo-Europees Romaans            |
| 23   | —    | Egyptisch-Arabisch         | Egypte              | 1             | 64,6               | 0,839                    | Arabisch  | Afro-Aziatisch Semitisch         |
| —    | 23   | Perzisch (macrotaal)       | Iran                | 30            | 61,8               | 0,803                    |           | Indo-Europees Iraans             |
| 24   | 24   | Gujarati                   | India               | 7             | 56,4               | 0,732                    |           | Indo-Europees Indo-Arisch        |
| 25   | —    | Iraans Perzisch            | Iran                | 7             | 52,8               | 0,686                    | Perzisch  | Indo-Europees Iraans             |
| 26   | 25   | Bhojpuri                   | India               | 3             | 53,2               | 0,691                    |           | Indo-Europees Indo-Arisch        |
| 27   | —    | Minnanyu                   | China               | 10            | 50,1               | 0,651                    | Chinees   | Sino-Tibetaans Sinitisch         |
| 28   | —    | Hakka                      | China               | 13            | 48,2               | 0,626                    | Chinees   | Sino-Tibetaans Sinitisch         |
| 29   | —    | Jinyu                      | China               | 1             | 46,9               | 0,609                    | Chinees   | Sino-Tibetaans Sinitisch         |
| 30   | 26   | Hausa                      | Nigeria             | 9             | 43,9               | 0,570                    |           | Afro-Aziatisch Tsjadisch         |
| 31   | 27   | Kannada                    | India               | 1             | 43,6               | 0,566                    |           | Dravidisch                       |
| 32   | —    | Indonesisch                | Indonesië           | 1             | 43,4               | 0,564                    | Maleis    | Austronesisch Malayo-Polynesisch |
| 33   | 28   | Pools                      | Polen               | 10            | 39,7               | 0,516                    |           | Indo-Europees Balto-Slavisch     |
| —    | 29   | Pasjtoe (macrotaal)        | Pakistan            | 5             | 38,2               | 0,496                    |           | Indo-Europees Iraans             |
| 34   | 30   | Yoruba                     | Nigeria             | 3             | 37,8               | 0,491                    |           | Niger–Congo Volta–Niger          |
| 35   | —    | Xiangyu                    | China               | 1             | 37.3               | 0.484                    | Chinees   | Sino-Tibetaans Sinitisch         |
| 36   | 31   | Malayalam                  | India               | 2             | 37,1               | 0,482                    |           | Dravidisch                       |
| —    | 32   | Odia (macrotaal)           | India               | 1             | 37,1               | 0,482                    |           | Indo-Europees Indo-Arisch        |
| 37   | —    | Odia                       | India               | 1             | 34,5               | 0,448                    | Odia      | Indo-Europees Indo-Arisch        |
| 38   | 33   | Maithili                   | India               | 2             | 33,9               | 0,440                    |           | Indo-Europees Indo-Arisch        |
| 39   | 34   | Birmaans                   | Myanmar             | 1             | 32,9               | 0,427                    |           | Sino-Tibetaans Lolo-Birmaans     |
| 40   | 35   | Oost-Punjabi               | India               | 3             | 32,6               | 0,423                    |           | Indo-Europees Indo-Arisch        |
| 41   | 36   | Soendanees                 | Indonesië           | 1             | 32.4               | 0.421                    |           | Austronesisch Malayo-Polynesisch |
| 42   | —    | Soedanees Arabisch         | Soedan              | 4             | 31.9               | 0.414                    | Arabisch  | Afro-Aziatisch Semitisch         |
| —    | 37   | Fula (macrotaal)           | Senegal             | 19            | 29,8               | 0,387                    |           | Niger–Congo Senegambiaans        |
| —    | 38   | Oezbeeks (macrotaal)       | Oezbekistan         | 8             | 29,5               | 0,383                    |           | Turks Karluk                     |
| 43   | —    | Algerijns-Arabisch         | Algerije            | 2             | 29,4               | 0,382                    | Arabisch  | Afro-Aziatisch Semitisch         |
| 44   | —    | Marokkaans-Arabisch        | Marokko             | 3             | 27,5               | 0,357                    | Arabisch  | Afro-Aziatisch Semitisch         |
| 45   | 39   | Oekraïens                  | Oekraïne            | 9             | 27,3               | 0,355                    |           | Indo-Europees Balto-Slavisch     |
| 46   | 40   | Igbo                       | Nigeria             | 1             | 27,0               | 0,351                    |           | Niger–Congo Volta–Niger          |
| 47   | —    | Noord-Oezbeeks             | Oezbekistan         | 6             | 25.1               | 0.326                    | Oezbeeks  | Turks Karluk                     |
| 48   | 41   | Sindhi                     | Pakistan            | 3             | 24,6               | 0,319                    |           | Indo-Europees Indo-Arisch        |
| 49   | —    | Noord-Levantijns Arabisch  | Syrië               | 5             | 24,6               | 0,319                    | Arabisch  | Afro-Aziatisch Semitisch         |
| 50   | 42   | Roemeens                   | Roemenië            | 6             | 24,3               | 0,316                    |           | Indo-Europees Romaans            |
| 51   | 43   | Tagalog                    | Filipijnen          | 3             | 23,6               | 0,306                    |           | Austronesisch Malayo-Polynesisch |
| 52   | 44   | Nederlands                 | Nederland           | 7             | 23,1               | 0,300                    |           | Indo-Europees Germaans           |
| —    | 45   | Azerbeidzjaans (macrotaal) | Iran                | 8             | 23,0               | 0,299                    |           | Turks Oghuz                      |
| 53   | —    | Saʽidi Arabisch            | Egypte              | 1             | 22,4               | 0,291                    | Arabisch  | Afro-Aziatisch Semitisch         |
| —    | 46   | Koerdisch (macrotaal)      | Irak                | 9             | 22.1               | 0.287                    |           | Indo-Europees Iraans             |
| 54   | —    | Ganyu                      | China               | 1             | 22,1               | 0,287                    | Chinees   | Sino-Tibetaans Sinitisch         |
| 55   | 47   | Amhaars                    | Ethiopië            | 2             | 21,9               | 0,284                    |           | Afro-Aziatic Semitisch           |
| 56   | —    | Noord-Pasjtoe              | Pakistan            | 4             | 20,9               | 0,271                    | Pasjtoe   | Indo-Europees Iraans             |
| 57   | 48   | Magahi                     | India               | 2             | 20,7               | 0,269                    |           | Indo-Europees Indo-Arisch        |
| 58   | 49   | Thai                       | Thailand            | 2             | 20,7               | 0,269                    |           | Tai-Kadaitalen Tai               |
| —    | 50   | Marwari (macrotaal)        | India               | 3             | 20,6               | 0,268                    |           | Indo-Europees Indo-Arisch        |
| 59   | —    | Saraiki                    | Pakistan            | 2             | 20,0               | 0,260                    | Lahnda    | Indo-Europees Indo-Arisch        |

## Voetnoten
1. ↑  Summary by language size, ethnologue.com (bezocht 12 maart 2019). De gegevens van items onder nr. 26 zijn afkomstig van de individuele taalpagina op Ethnologue. Gearchiveerd op 6 augustus 2019.
2. ↑  World Population Clock: 7.7 Billion People (2019), worldometers.info (bezocht 31 maart 2019). Gearchiveerd op 29 maart 2024.